# Flex Your Head
Flex Your Head — альбом-компиляция музыки в жанрах панк-рок и хардкор-панк, вышедший в 1982 году на лейбле Dischord.

## Об альбоме
Flex Your Head впервые был издан в январе 1982 года и позже был переиздан в формате CD в августе 1995 года. Ремастированная CD версия была выпущена в 2002 году. Название альбома произошло от фразы из композиции Minor Threat «12xU», вошедшую в этот сборник (кавер-версия Wire).
На сайте AllMusic сборник назвали тщательным обзором вашингтонской хардкор-панк-сцены восьмидесятых годов. Зак Кёрд отметил, что запись содержала как песни уже известных групп (Red C, Iron Cross), так и начинающих коллективов (Minor Threat, Government Issue, Youth Brigade), и отличалась жанровым разнообразием, включая как агрессивные, так и мелодичные композиции.
В онлайн-журнале Stereogum Flex Your Head окрестили «розеттским камнем не только вашингтонской сцены, но и всего американского хардкора».

## Список композиций
1. The Teen Idles — «I Drink Milk»(1:09)
2. The Teen Idles — «Commie Song» (1:01)
3. The Teen Idles — «No Fun» (2:24)
4. Untouchables — «Rat Patrol»
5. Untouchables — «Nic Fit»
6. Untouchables — «I Hate You»
7. State of Alert — «I Hate the Kids»
8. State of Alert — «Disease»
9. State of Alert — «Stepping Stone»
10. Minor Threat — «Stand Up»
11. Minor Threat -«12XU»
12. Government Issue — «Hey, Ronnie»
13. Government Issue — «Lie, Cheat, and Steal»
14. DC Youth Brigade — «Moral Majority»
15. DC Youth Brigade — «Waste of Time»
16. Youth Brigade — «Last Word»
17. Red C — «Jimi 45»
18. Red C — «Pressure’s On»
19. Red C — «6 O’clock News»
20. Red C — «Assassin»
21. Void- «Dehumanized»
22. Void — «Authority»
23. Void — «My Rules»
24. Iron Cross — «War Games»
25. Iron Cross — «New Breed»
26. Iron Cross — «Live for New»
27. Artificial Peace — «Artificial Peace»
28. Artificial Peace — «Outside Looking In»
29. Artificial Peace — «Wasteland»
30. Deadline — «Stolen Youth»
31. Deadline — «Hear the Cry»
32. Deadline — «Aftermath»